# 소에몬초

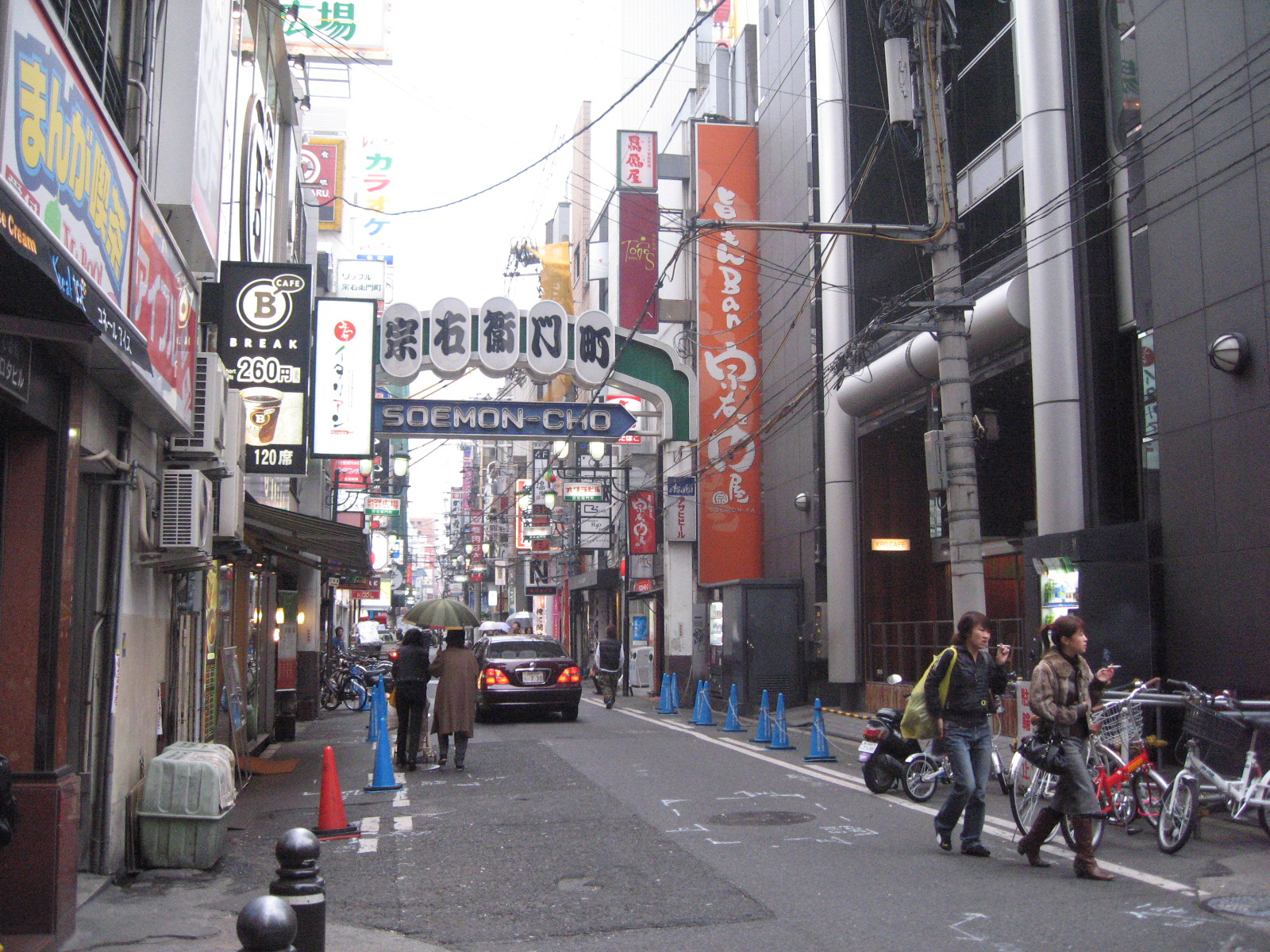
소에몬초

소에몬초(일본어: 宗右衛門町)는 일본 오사카부 오사카시 주오구의 정이다. 클럽이나 유흥 주점들이 밀집해 있다. 치안은 안전한 편이나, 밤이 되면 호객 행위로 매우 혼잡하고, 미성년자 관람불가의 포스터나 영상물도 쉽게 볼 수 있다.

## 같이 보기
- 신사이바시
- 도톤보리